# Тарсдорф
Тарсдорф (нем. Tarsdorf) — коммуна (нем. Gemeinde) в Австрии, в федеральной земле Верхняя Австрия.
Входит в состав округа Браунау-на-Инне.  Население составляет 1980 человек (на 31 декабря 2005 года). Занимает площадь 32,34 км².
В Тарсдорф входят несколько небольших деревень, в частности получившая всемирную известность благодаря своему бывшему названию Фуггинг.

## Политическая ситуация
Бургомистр коммуны — Франц Майндль (АНП) по результатам выборов 2003 года.
Совет представителей коммуны (нем. Gemeinderat) состоит из 25 мест.
- АНП занимает 13 мест.
- СДПА занимает 7 мест.
- Партия TABL занимает 3 места.
- АПС занимает 2 места.